# IC 5194
IC 5194 је ознака објекта на координатама са ректансцензијом 22h 17m 8,0s и деклинацијом - 15° 56" 45'. Открио га је Гијом Бигурдан, 27. октобра 1898. Каснијим посматрањима на том положају није уочен никакав астрономски објекат.